# Liptena eukrinoides
Liptena eukrinoides är en fjärilsart som beskrevs av Talbot 1937. Liptena eukrinoides ingår i släktet Liptena och familjen juvelvingar. Inga underarter finns listade i Catalogue of Life.